# Bon-Prosper Lepesqueux
Bon-Prosper Lepesqueux, dit Boûnin Poulidot ou Prosper Lecacheux, est un dessinateur de marine, conteur en langue normande et écrivain français né le 6 août 1846 à Digulleville et mort le 31 janvier 1921 à Cherbourg.

## Biographie
Bon-Prosper Lepesqueux naît le 6 août 1846. Il est le fils de François Lepesqueux et Bonne Virginie Polidor. Il épouse Augustine Marie Pitron.
Il se fait aussi connaître sous d'autres surnoms, notamment Boûnin Poulidot et Prosper Lecacheux. Boûnnin Polidor est un surnom signifiant fils préféré Polidor en normand (Benoni : « fils préféré ») ; Prosper Lecacheux signifie « le chasseur habile » en normand. 
Dans son œuvre, il s'inspire de sa région natale de la Hague. Dessinateur de la Marine à l'arsenal de Cherbourg, il devient chroniqueur patoisant dans Le Phare de la Manche, entre 1899 et 1905. Ses chroniques s'intitulent Lettres de La Hague et sont publiées sous le pseudonyme de Boûnin Poulidot. 
Il meurt le 31 janvier 1921, à l'âge de 74 ans.

## Œuvre
Il est l'auteur de nombreuses chansons en normand, dont :
- Le Fisset
- Le Cordounyi
- La Batterie de Serasin
- Le Chendryi
- La Parcie